# Johann Michael Vansleb
Johann Michael Vansleb, O.P. (Erfurt, 1º novembre 1635 – 1679), è stato un teologo e linguista tedesco che viaggiò in Egitto.
In funzione della lingua di pubblicazione delle sue opere, il cognome è scritto in modi diversi, tra i quali: Wansleben, Vansleben, Vanslebio, Vanslebius, Vanslep, Wanslebio, Wanslebius, J. M. Vansleb, Giovanni Michele, Jean, F. Vansleb o P. Vansleb (F e P stanno rispettivamente per "father" e "père", cioè padre).

## Biografia
Nel 1663, dopo aver soggiornato a lungo a Londra, Vansleb programmò un viaggio in Etiopia alla ricerca di manoscritti religiosi per il suo patrono Ernesto I di Sassonia-Gotha-Altenburg.
Comunque, non andò mai oltre l'Egitto.
Nel 1666, mentre era Roma durante il suo viaggio di ritorno, si convertì al Cattolicesimo, divenendo membro dell'Ordine Domenicano.
Al servizio di Jean-Baptiste Colbert, Vansleb fece un nuovo tentativo di raggiungere l'Etiopia e ancora una volta non riuscì ad andare oltre l'Egitto.
Iniziò il suo viaggio a Marsiglia il 20 maggio 1671, ma, giunto a Cipro si ammalò (egli spiegava la sua malattia con la peste bubbonica che stava devastando l'isola).
Nonostante fosse stato molto malato per un lungo tempo (e preparato a lasciare questo mondo, come spiegò poi), nei dieci mesi successivi riuscì a visitare Tripoli, Damasco, Aleppo e Seyda, giungendo infine a Bogas, in Egitto, nel marzo 1672.
Vansleb viaggiò molto lungo l'Egitto nei successivi 12 mesi, spingendosi a sud fino a Sohag; a seguito del viaggio, produsse uno dei primi resoconti dell'Alto Egitto, documentando il territorio, la gente (in particolare la comunità copta e i monumenti faraonici, quali le piramidi di Giza, la Sfinge e le piramidi di Hawara, come anche i monumenti copti, quali il Monastero bianco.
Una delle sue missioni programmate doveva raggiungere Esna, ma non risalì mai così tanto il Nilo.
Invece, riporta una relazione di due frati missionari cappuccini, P. Protais e Charles-François d'Orléans, che avevano visitato tutti i principali siti dell'Alto Egitto nel 1668.
Resoconti contemporanei riportano che il rapporto di Vansleb fu accolto con reazioni diverse.
Vansleb in alcuni momenti era un accorto osservatore, cercando ripetutamente di andare al nocciolo delle questioni, in altri momenti accettava spiegazioni oscure e spurie senza molta resistenza, come fu ad esempio per i rituali di accoppiamento del coccodrillo del Nilo.

## Opere principali
- Hiob Ludolf, Lexicon Aethiopico-Latinum, a cura di J. M. Wansleben, Londra, 1661.
- Nouvelle Relation en forme de Journal, d'un Voyage Fait en Egypte par le P. Vansleb, R.D., en 1672 & 1673, Estienne Michallet, Parigi, 1677.
- The Present State of Egypt: or A New Relation of a Late Voyage into That Kingdom Performed in the Years 1672 and 1673, Londra, 1678 (traduzione in inglese dell'opera precedente).